# هاتون هیرکا (هوانوکو)
هاتون هیرکا (به اسپانیایی: Hatun Hirka) یک کوه در پرو است که در منطقه اوئانوکو واقع شده‌است. هاتون هیرکا ۳٬۹۳۷ متر بالاتر از سطح دریا واقع شده‌است.